# João Pais Florião
João Pais Florião foi um português, morador na Bahia, que por volta de 1625 casou com D. Brites de Almeida, senhora do Engenho da Freguesia.
Em 1639 foi a São Paulo, ajudar no recrutamento de gente para dar socorro à guerra holandesa, organizado por Salvador Correia de Sá e Benevides. Conhecia bem o sertão baiano, distinguindo-se em 1640 na orientação da retirada do mestre de campo Luís Barbalho Bezerra através de matas e caatingas desde o cabo de São Roque até Salvador.
Posteriormente se envolveu em questões com o governador-geral Francisco Barreto que em 1658 chegou a prendê-lo. Morreu idoso na Bahia.